# Carlos Riolfo
Carlos Riolfo Secco (5. november 1905 – 5. december 1978) var en uruguayansk fodboldspiller, der med Uruguays landshold vandt guld ved VM i 1930 på hjemmebane. Han var dog ikke på banen i turneringen.
Riolfo spillede på klubplan for CA Peñarol i hjemlandet.